# Benito Juárez, Sombrerete
Benito Juárez är en ort i Mexiko.   Den ligger i kommunen Sombrerete och delstaten Zacatecas, i den centrala delen av landet, 700 km nordväst om huvudstaden Mexico City. Benito Juárez ligger 2 148 meter över havet och antalet invånare är 4 372.
Terrängen runt Benito Juárez är platt åt nordost, men åt sydväst är den kuperad. Terrängen runt Benito Juárez sluttar österut. Runt Benito Juárez är det ganska glesbefolkat, med 25 invånare per kvadratkilometer. Benito Juárez är det största samhället i trakten. Omgivningarna runt Benito Juárez är i huvudsak ett öppet busklandskap.